# 米爾斯凱
47°25′36″N 36°54′17″E / 47.42667°N 36.90472°E
米爾斯凯（烏克蘭語：Мирське）是位於烏克蘭東南部的村莊，由扎波羅熱州波洛希區的卡姆揚卡市鎮負責管轄。該村始建於1823年，面積1.93平方公里，海拔高度204米，2001年人口140，人口密度每平方公里72.5人。